# Mark Morris
Mark William Morris (Seattle, 29 agosto 1956) è un ballerino, coreografo e regista teatrale statunitense.

## Biografia

### Primi anni
Morris cresce a Seattle in una famiglia amante della musica e della danza che apprezza il naturale talento di Mark e lo aiuta a svilupparlo. Il padre gli insegnò come leggere la musica e la madre Maxine gli fece conoscere il flamenco e il balletto. Nei primi anni della sua carriera lavorò con Lar Lubovitch, Hannah Kahn, Laura Dean, Eliot Feld, e the Koleda Balkan Dance Ensemble.

### Carriera
Morris si trasferì a New York, dova fondò la sua compagnia di balletto, The Mark Morris Dance Group, che debuttò nel 1980. Dal 1988 al 1991, era la compagnia ufficiale del teatro de La Monnaie/De Munt di Bruxelles.
Nel 1990, Morris e Mikhail Baryshnikov fondarono il White Oak Dance Project e Morris continuò a creare opere per questa compagnia fino al 1995.
Morris è maggiormente conosciuto come coreografo, in particolare con il San Francisco Ballet, per il quale ha creato sette opere. Nella sua carriera ha collaborato con molte compagnie come l'American Ballet Theatre, il Boston Ballet, e il Paris Opera Ballet. Ha lavorato molto anche nell'opera, dirigendo le coreografie per the Metropolitan Opera, the New York City Opera, English National Opera, e the Royal Opera House, Covent Garden. Diresse come regista e coreografo King Arthur per English National Opera nel giugno 2006, mentre nel maggio 2007 diresse Orfeo ed Euridice per the Metropolitan Opera.
Ha inoltre ricevuto nove laurea honoris causa.

## Premi e riconoscimenti
- 9 laurea honoris causa (Centenary College, 2009; Bard College, 2006; Bates College, 2006; George Mason University, 2005; Bowdoin College, 2003; Pratt Institute, 2003; Long Island University, 2002; The Juilliard School, 2001; Boston Conservatory of Music, 1994)
- American Philosophical Society, Member, 2008
- The Independent Award, Brown University Club of New York, 2007
- Samuel H. Scripps American Dance Festival Lifetime Achievement Award, 2007
- WQXR Gramophone Special Recognition Award, 2006
- New York City Mayor's Award for Arts & Culture, 2006
- American Academy of Arts & Sciences, Fellow, 2005
- Laurence Olivier Award (UK), Outstanding Achievement in Dance, 2002
- Critics' Circle National Dance Award (UK), Best Modern Choreography, 2002
- Critics' Circle National Dance Award (UK), Best Foreign Dance Company, 2002
- Time Out Live Awards (UK), Outstanding Production (V), 2002
- County of Los Angeles Distinguished Artist Award, 2001
- New York State Governor's Arts Award, 2001
- Best of Boston, Mark Morris & Yo-Yo Ma, Best Duet, 1999
- Laurence Olivier Award (UK), Best New Dance Production (L'Allegro, il Penseroso ed il Moderato), 1998
- Evening Standard Award (UK), 1997
- Capezio Achievement Award, 1997
- Scotsman/Hamada Trust Festival Prize, Edinburgh Festival, 1995
- Edinburgh International Critics Award, 1994
- Edinburgh International Critics Award, 1992
- John D. and Catherine T. MacArthur Fellowship, 1991
- Dance Magazine Award, 1991
- John Simon Guggenheim Memorial Foundation Fellowship, 1986
- New York Dance and Performance Award (Premi Bessie), 1984, 1990, 2007
- Numerosi riconoscimenti tra cui: Choreographic Fellowships da the New York e New Jersey State Councils on the Arts e the National Endowment for the Arts.

il 16 maggio 2010 Morris ha ricevuto il Leonard Bernstein Lifetime Achievement Award for the Elevation of Music in Society at Longy School of Music.

## Balletti
Morris ha creato sette opere per il San Francisco Ballet, incluso la prima produzione americana di Delibes Sylvia (balletto); tre opere per l'American Ballet Theatre tra cui Gong, musicato da Colin McPhee e Drink to Me Only With Thine Eyes con le musiche di Virgil Thomson. Gli sono stati inoltre commissionati lavori da The Joffrey Ballet e the Boston Ballet.
Nel 2009, il San Francisco Ballet decise di celebrare i 15 anni di collaborazione con Mark Morris presentando un programma che includeva tutte le sue maggiori opere tra cui A Garden (2001), Joyride (2008) e Sandpaper Ballet (1999).

### Balletti Commissionati
- Mort Subite -- Boston Ballet (1986)
- Esteemed Guests -- Joffrey Ballet (1986)
- Drink to Me Only With Thine Eyes -- American Ballet Theatre (1988)
- Ein Hertz -- Paris Opera Ballet (1990)
- Paukenschlag -- Les Grands Ballets Canadiens (1992)
- Maelstrom -- San Francisco Ballet (1994)
- Quincunx -- Les Grands Ballets Canadiens (1995)
- Pacific -- San Francisco Ballet (1995)
- Sandpaper Ballet -- San Francisco Ballet (1999)
- A Garden -- San Francisco Ballet (2001)
- Gong -- American Ballet Theatre (2001)
- Later -- San Francisco Ballet (2002)
- Non Troppo -- American Ballet Theatre (2003)
- Sylvia -- San Francisco Ballet (2004)
- Up and Down -- Boston Ballet (2006)
- Joyride -- San Francisco Ballet (2008)

## Opere
Mark Morris ha lavorato come regista e coreografo per oltre 20 anni, ha diretto opere per The Metropolitan Opera, New York City Opera, English National Opera, Seattle Opera, e The Royal Opera. Nel 2009 in occasione del bicentenario della morte di Joseph Haydn, il Gotham Chamber Opera presentò a New York la prima assoluta dell'opera L’isola disabitata, in una nuova produzione di Mark Morris al Gerald W. Lynch Theater al John Jay College.

### Produzioni dirette o coreografate
- Salome -- Coreografia (Seattle Opera, 1986)
- Nixon in China -- Coreografia (Houston Grand Opera, 1987)
- Orphee et Euridice -- Coreografia (Seattle Opera, 1988)
- Die Fledermaus -- Regia (Seattle Opera, 1988)
- Le Nozze di Figaro (Atto III scena del matrimonio) -- Coreografia (PepsiCo Summerfare, 1988)
- Dido and Aeneas -- Regia e Coreografia (La Monnaie, 1989)
- The Death of Klinghoffer -- Coreografia (La Monnaie, 1991)
- Le Nozze di Figaro -- Regia (La Monnaie, 1991)
- Orfeo ed Euridice -- Regia e Coreografia (Handel & Haydn Society, 1996)
- Platée -- Regia e Coreografia (Royal Opera, 1997)
- Four Saints in Three Acts -- Regia e Coreografia (English National Opera, 2000)
- Idomeneo (Atto III balletto) -- Coreografia (Glyndebourne Festival Opera, 2003)
- King Arthur, Regia and Coreografia (English National Opera, 2006)
- Orfeo ed Euridice, Regia e Coreografia (The Metropolitan Opera, 2007)
- L'isola disabitata, Regia (Gotham Chamber Opera, 2009)